# Прва лига Мађарске у фудбалу 1940/41.
Тридесет осмо фудбалско првенство у Мађарској је одиграно у сезони 1940/41.

## Преглед
Играло је укупно четрнаест клубова, ФК Ференцварош је освојио првенство, што му је била шестнаеста титула, испред ФК Ујпешта и ФК Сегедин Башћа.
Шампионат се због ратних услова, Други светски рат, одвијао упоредо у две фазе. Један део су представљали клубови из прве дивизије од пре рата а други део су, поред мађарских клубова, играли и клубови са новоприпојених територија Мађарској, као квалификације за прву лигу. Прваци група су се квалификовали за такмичење у наредној сезони Мађарске прве лиге. ФК Нађварад, као најбољи клуб Ердеља није ни играо квалификације, једини је клуб који се аутоматски квалификовао.

### Други ниво такмичења
Прваци својих група, области:
- ФК Будимпешта МАВАГ СК
- ФК Лампарт
- ФК Вашуташ Сегедин , Сегедин, Мађарска
- ФК Коложвар, Клуж, Румунија
- ФК Нађварад, Орадеа, Румунија
- НАК Нови Сад

## Финална табела
|    | Екипа                | Утакмица | ПБ | НР | ИЗ | ГД  | ГП | ГР  | Бодова | Примедба                   |
| -- | -------------------- | -------- | -- | -- | -- | --- | -- | --- | ------ | -------------------------- |
| 1  | ФК Ференцварош       | 26       | 21 | 3  | 2  | 113 | 47 | +66 | 45     | Шампион                    |
| 2  | ФК Ујпешт            | 26       | 15 | 4  | 7  | 79  | 57 | +22 | 34     |                            |
| 3  | ФК Сегедин АК        | 26       | 14 | 4  | 8  | 56  | 47 | +9  | 32     | Сегедин                    |
| 4  | ФК Солнок МАВ        | 26       | 13 | 5  | 8  | 63  | 43 | +20 | 31     | Солнок                     |
| 5  | ФК Чепел ВМФЦ        | 26       | 11 | 8  | 7  | 61  | 49 | +12 | 30     | ()                         |
| 6  | ФК Диошђер МАВАГ     | 26       | 11 | 5  | 10 | 61  | 57 | +4  | 27     | Мишколц                    |
| 7  | ФК Електромош        | 26       | 13 | 1  | 12 | 53  | 50 | +3  | 27     | Будимпешта                 |
| 8  | ФК Шалготарјан БТЦ   | 26       | 9  | 6  | 11 | 44  | 64 | -20 | 24     | Шалготарјан                |
| 9  | ФК Гама              | 26       | 10 | 3  | 13 | 54  | 58 | -4  | 23     | Будимпешта                 |
| 10 | ФК Кишпешт           | 26       | 9  | 4  | 13 | 56  | 68 | -12 | 22     |                            |
| 11 | ФК Елере БКВТ        | 26       | 8  | 3  | 15 | 49  | 63 | -14 | 19     | ()                         |
| 12 | ФК Токод             | 26       | 7  | 5  | 14 | 38  | 66 | -28 | 19     |                            |
| 13 | ФК Тереквеш          | 26       | 6  | 4  | 16 | 48  | 75 | -27 | 16     | Испали из прве лиге у НБ 2 |
| 14 | ФК Сомбатхељ Халадаш | 26       | 5  | 5  | 16 | 37  | 68 | -31 |        | Испали из прве лиге у НБ 2 |

УУ = Укупно утакмица; ПБ = Победе; НР = Нерешено; ИЗ = Укупно пораза; ГД = Голова дато; ГП = Голова примљено; ГР = Гол-разлика; Бо = Бодова

## Признања
| Шампион Мађарске у фудбалу 1940/41. |
| ФК Ференцварош 16. титула           |

| Најбољи стрелац                        |
| Ђерђ Шароши (29 голова) ФК Ференцварош |